# Ro Indi
Ro Indi – gwiazda (typ widmowy G4 IV-V) znajdująca się w gwiazdozbiorze Indianina, oddalona o ok. 86 lat świetlnych od Słońca. Ma rozmiary nieco większe od Słońca – masę równą 1,06 masy Słońca i promień 1,1 promienia Słońca. Temperatura jej powierzchni to 5636 K. Krąży wokół niej planeta pozasłoneczna nazwana Ro Indi b.